# Calligonum muravljanskyi
Calligonum muravljanskyi là một loài thực vật có hoa trong họ Rau răm. Loài này được Pavlov mô tả khoa học đầu tiên năm 1933.